# Ricky Jackson
Ricky Jackson (1957) é um cidadão negro norte-americano vítima de erro judicial nos Estados Unidos. Condenado à morte – pena que foi transformada em prisão perpétua –, foi libertado em novembro de 2014, após ter passado 39 anos na prisão.

## Acusação
Ricky Jackson foi acusado de ter assassinado o empresário Harry Franks, em 19 de maio de 1975, durante um assalto em Cleveland (Ohio). Ele teria espancado, jogado ácido e disparado tiros contra a vítima. Wiley Bridgeman e o seu irmão, Ronnie – que agora se chama Kwame Ajamu –, teriam ajudado Jackson no crime.
A acusação contra Jackson foi baseada principalmente no relato de Eddie Vernon, um jovem de 12 anos que teria visto o crime.

## Reviravolta
O processo de três anos que levou às libertações de Jackson e Bridgeman teve início em 2011, após a publicação de uma reportagem da revista Scene que dava detalhes das falhas no caso. O texto questionava inclusive o depoimento de Vernon. Ajamu, que foi libertado da prisão em 2003 depois de cumprir sua sentença, entrou com um pedido de novo julgamento no caso.
Em novo depoimento em 2013, Vernon revelou ter feito um falso testemunho na época, e que, na verdade, não presenciou o assassinato. Segundo ele, investigadores da polícia de Cleveland o forçaram a testemunhar afirmando que Jackson, Bridgeman e Ajamu mataram o empresário. Outras testemunhas confirmaram que Jackson estava em um ônibus escolar quando o assassinato ocorreu.
Vernon se retratou somente depois de receber a visita, em um hospital, de um pastor. Durante uma audiência sobre Jackson, em 19 de novembro de 2014, Vernon descreveu as ameaças dos investigadores e o peso da culpa que carregou por tanto tempo.

## Liberdade
Todas as acusações foram retiradas pelo juiz de apelação civil do condado de Cyyahoga, Richard McMonagle. Ricky Jackson, com 57 anos, e Wiley Bridgeman, 60, foram libertados em 21 de novembro de 2014, às 9h (12h no horário de Brasília).
De acordo com o Centro de Informação sobre a Pena de Morte, Jackson é o 148º prisioneiro a ser absolvido de condenação à morte nos Estados Unidos desde 1973. O Projeto Inocência de Ohio e o Registro Nacional de Exonerações afirmaram que os 39 anos de Jackson na prisão representam o maior tempo de detenção de um prisioneiro antes de ser exonerado.